# Gonioryctus oppositus
Gonioryctus oppositus är en skalbaggsart som beskrevs av Sharp 1908. Gonioryctus oppositus ingår i släktet Gonioryctus och familjen glansbaggar. Inga underarter finns listade i Catalogue of Life.